# Douville-en-Auge
Douville-en-Auge é uma comuna francesa na região administrativa da Normandia, no departamento Calvados. Estende-se por uma área de 6,27 km². Em 2010 a comuna tinha 217 habitantes (densidade: 34,6 hab./km²).